# Diligensen (seriealbum)
Diligensen (La Diligence) är ett Lucky Luke-album från 1968. Det är det 32:e albumet i ordningen, och har nummer 1 i den svenska utgivningen. Det var det första albumet som gavs ut av Dargaud, och det första som publicerades i Sverige.

## Handling
Wells Fargo anlitar Lucky Luke att eskortera en guldlastad diligens på den farliga sträckan från Denver, Colorado till San Francisco, Kalifornien, via Fort Bridger, Wyoming, Salt Lake City, Utah, Carson City, Nevada, och Sacramento, Kalifornien. Transportens kusk är den luttrade men godmodige Hank Bully, och med på resan finns också fotografen Jeremiah Fallings, guldgrävaren Stubble, predikanten Sinclair Rawler, det äkta paret Annabella och Oliver Flimsy, samt falskspelaren Scat Thumbs.
Resan blir strapatsrik, ett flertal överfall väntar (bland annat av Black Bart) och snart står det klart att någon av passagerarna reser under falsk identitet.
Historien bygger på John Waynes genombrottsfilm Diligensen från 1939.

## Svensk utgivning
- Morris; Goscinny, René, (översättare: Gun och Nils A. Bengtsson) (1971). Diligensen. Lucky Lukes äventyr: 1. Stockholm: Albert Bonniers förlag. Libris 7143560. ISBN 91-0-029837-9
- Andra upplagan, 1972
- Tredje upplagan, 1983, Bonniers Juniorförlag. ISBN 91-48-29837-9
- Fjärde upplagan, 2007, Egmont Serieförlaget. ISBN 978-91-7134-521-9
- I Lucky Luke – Den kompletta samlingen ingår albumet i "Lucky Luke 1965-1967". Libris 9888553. ISBN 91-7134-110-2
- Den svenska utgåvan trycktes även som nummer 6 i Tintins äventyrsklubb (1984). ISBN 91-48-90296-9